# Gud, jag hör hur torra länder
Gud, jag hör hur torra länder är en psalmtext med sex 6-radiga verser författade av Elizabet Codner. Texten översatt till svenska av Erik Nyström. Av upphovsrättsliga skäl bearbetade han textens alla sex verser då de medtogs i Svenska Missionsförbundets sångbok 1894 då psalmen inledning blev Gud, jag hör hur öde länder. I Svenska Missionsförbundets sångbok 1920 återtogs hans första svenska text.

## Publicerad i
- Sånger till Lammets lof 1877 som nr 61 med titeln "Mig också!"
- Svenska Missionsförbundets sångbok 1894 som nr 404 under rubriken "Bönesånger".
- Svensk söndagsskolsångbok 1908 som nr 64 verserna 1, 4-5, under rubriken "Pingstsånger".
- Svenska Missionsförbundets sångbok 1920 som nr 399 under rubriken "Bönesånger".
- Sionstoner 1935 som nr 40 under rubriken "Inledning och bön."